# سینما حافظ
سینما حافظ از سینماهای قدیمی تهران است. این سینما در سال ۱۳۳۷ با مدیریت فرشید موتمنی‌آذر و با ظرفیت ۴۴۰ نفر و در دو سالن افتتاح گردید. 
این سینما دارای درجه کیفی "یک" می‌باشد و هم‌اکنون دارای دو سالن با ظرفیت ۳۳۰ و ۱۰۰ نفر می‌باشد، سینما حافظ در خیابان جمهوری، روبروی باغ سپه سالار قرار دارد.این سینما در اواخر دهه هشتاد به طور کامل بازسازی شده و از امکانات و تجهیزات نسبتا مطلوبی برخوردار است و از لحاظ قیمت بلیط یکی از ارزان ترین سینماهای تهران است